# Gaizka Mendieta
Gaizka Mendieta Zabala (Bilbao, 27 maart 1974) is een Spaans voormalig voetballer. Hij speelde onder andere voor Valencia CF, Lazio Roma, FC Barcelona en Middlesbrough FC.

## Carrière
Mendieta debuteerde in het seizoen 1992/1993 voor Valencia CF en hij zou negen seizoenen bij de club blijven. In zijn tijd bij Valencia speelde Mendieta op diverse posities in het elftal. Op 24 juni 1995 speelde hij met Valencia in de Spaanse bekerfinale tegen Deportivo La Coruña als rechtsachter, op 26 juni 1999 in de bekerfinale tegen Atlético Madrid was Mendieta aanvoerder en op verzoek van zijn Italiaanse trainer Claudio Ranieri linkermiddenvelder. Nadat hij zijn ploeggenoot Claudio López had laten scoren, maakte Mendieta zelf een van de mooiste Spaanse doelpunten ooit. Ook heeft Mendieta al bij Valencia centraal op het middenveld gespeeld. Door zijn loopvermogen en knappe techniek lijkt hij toch het best te zijn aan de rechterkant. Na twee verloren finales in de UEFA Champions League op rij (2000, 2001), besloot Mendieta Valencia te verruilen voor Lazio Roma. Hij diende bij Lazio de rol van spelmaker op zich te nemen als vervanger van de vertrokken Pavel Nedvěd en Juan Sebastián Verón. Mendieta kon echter niet aan die verwachtingen voldoen. In 2002, nadat hij met Spanje had deelgenomen aan het WK, vertrok Mendieta op huurbasis naar FC Barcelona. Hier kende hij een redelijk jaar met 33 competitiewedstrijden en vier doelpunten, maar een te hoge transferprijs belette een langer verblijf bij de Catalaanse club. In 2003 verliet Mendieta Lazio definitief en tekende bij Middlesbrough. Het seizoen 2004-2005 zag de Spanjaard volledig in het water vallen, omdat hij niet kon spelen vanwege een zware knieblessure. Nadat zijn contract bij Middlesbrough in 2008 niet werd verlengd, beëindigde Mendieta zijn profloopbaan.
Mendieta heeft de UEFA-managmentopleiding Executive Master for International Players (MIP) gedaan.

## Interlandcarrière
Mendieta speelde tussen 1999 en 2002 veertig wedstrijden (acht doelpunten) voor het Spaans nationaal elftal. Hij nam deel aan het EK 2000 en het WK 2002. Mendieta nam met het Spaans olympisch voetbalelftal deel aan de Olympische Spelen in Atlanta, Verenigde Staten, waar de ploeg van bondscoach Javier Clemente in de kwartfinale met 4-0 verloor van Argentinië.